# Macapta marginata
Macapta marginata là một loài bướm đêm trong họ Noctuidae.